# Сан-Никола-Барония
Сан-Никола-Барония (итал. San Nicola Baronia) — коммуна в Италии, располагается в регионе Кампания, в провинции Авеллино.
Население составляет 854 человека (2008 г.), плотность населения составляет 143 чел./км². Занимает площадь 7 км². Почтовый индекс — 83050. Телефонный код — 0827.
Покровитель коммуны — святитель Николай Мирликийский, празднование 6 декабря. 

## Демография
Динамика населения:

## Администрация коммуны
- Официальный сайт: https://web.archive.org/web/20050527125029/http://sannicolabaronia.asmenet.it/